# Modèle de référence du Workflow
La WfMC présente un Modèle de référence du workflow.
Ce modèle est la représentation d'un système de gestion de workflow et de ses interfaces :
- Interface 1 : Définition du workflow (XPDL),
- Interface 2 : Applications clientes du workflow (ex : corbeille des tâches à faire),
- Interface 3 : Application appelées par le workflow (sous-traiter à une application, un outil...),
- Interface 4 : Interface vers les autres systèmes de gestion de workflow (Wf-XML),
- Interface 5 : Administration et suivi des instances du workflow.

Le système de gestion de workflow ou moteur de workflow est le lieu d'exécution des instances de workflow.